# 金子二郎
金子 二郎（かねこ じろう、1962年8月21日 - ）は、日本の脚本家。日本脚本家連盟会員。

## 来歴・人物
東京都渋谷区出身。東京都立調布南高等学校、東洋大学文学部英米文学科卒業。一時期、金子弦二郎の名義で執筆。TBSラジオ「たまむすび」リスナー(2017年10月30日出演)。
父は「アメリカはベトナムから手を引け」等の反戦ゼッケンを、8年もの間、胸に付けて通勤し続けた金子徳好、母は切絵作家の金子静枝である。
兄は映画監督の金子修介。妻は香取薫。

## 作品

### 映画
- ハッピーエンドの物語（1990年）福田卓郎、やまざきみつぐと共同脚本
- 咬みつきたい（1991年）脚本協力
- ビッグ・ショー! ハワイに唄えば（1999年）　共同脚本（金子弦二郎名義）
- The iDol（2006年）
- Girl's BOX ラバーズ☆ハイ（2008年）
- ギャルバサラ -戦国時代は圏外です-（2011年）脚本
- 青いソラ白い雲（2012年）脚本

### テレビドラマ
- BLACK OUT（1996年）
- モデル・ハウス（1996年）（金曜エンターテイメント、恐い女シリーズ）共同脚本
- ダブルカップル探偵〜会津若松美女連続殺人事件〜（金曜エンターテイメント）（1999年）共同脚本
- ウルトラマンマックス（2005年  - 2006年）
- ULTRASEVEN X（2007年）
- 百鬼夜行抄
- ケータイ捜査官7（2008年 - 2009年）
- 『音で怪獣を描いた男 〜ゴジラVS伊福部昭〜』（2014年7月6日（再放送：7月27日）NHK　BSプレミアム）

### テレビアニメ
- VIRUS ‐VIRUS BUSTER SERGE‐（1997年）シリーズ構成・脚本
- カードキャプターさくら（1998年）
- ちょびっツ（2000年）金子弦二郎名義

### Ｖシネマ
- 天然少女 萬（1996年）
- 皆殺しの天使〜ビデオの中に悪魔がいる〜（1997年）
- 新・ワニ分署（1998年）
- Zero WOMAN 最後の指令（1999年）
- 仕事人サブ　ゴロツキ稼業（1999年）共同脚本
- ヤンママトラッカー3（2000年）

### ネットムービー
- MAIL（2004年、角川ホラーシネマ・オフィシャルサイト）金子弦二郎名義
- Tokyo Prom Queen（2008年、music.jp）

### その他
- Let's天才てれびくん（2014年）

## 出演作品

### 映画
・戦慄怪奇ファイル コワすぎ!史上最恐の劇場版（2014年）物理学者 斉藤雅彦 役
・カマキリの夜　（2018年）　金井二郎　役